# Vasyl Kuybida

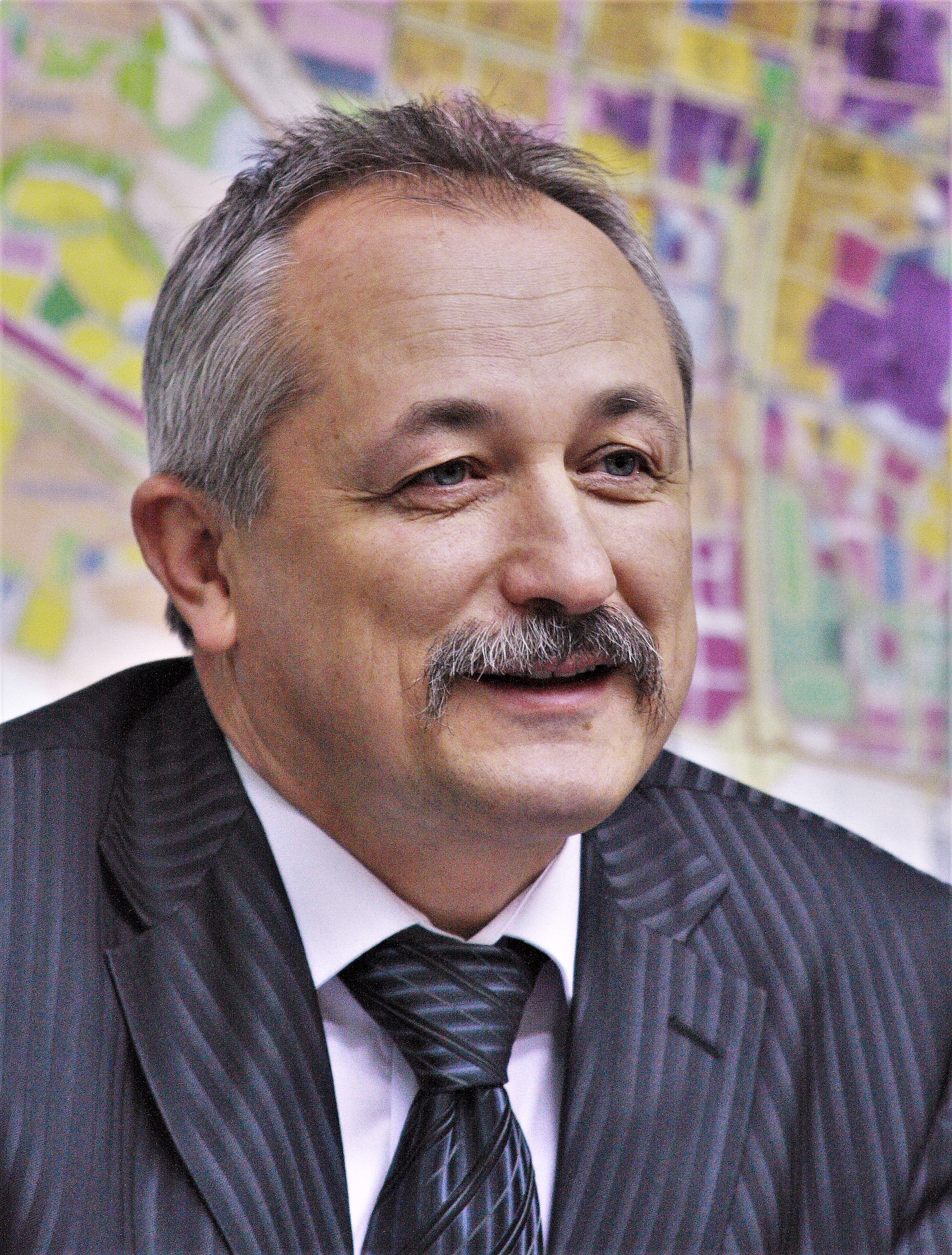
Vasyl Kuybidá en diciembre de 2009.

Vasyl Kuybidá (en ucraniano: Васи́ль Степа́нович Куйбіда́, nacido el 8 de mayo de 1958 en Inta, Komi ASSR) es un ucraniano político, estadista, científico, hijo de veteranos del Ejército Insurgente Ucraniano (padre y madre) que se exiliaron en el norte de Rusia. Él es conocido por el Partido Movimiento Popular de Ucrania y de ser elegido alcalde de la ciudad de Lviv. Mérito Jurista de Ucrania. 
Ha sido elegido para la Rada Suprema dos veces (en 2006 y 2007). En 1994-2002 Kuybidá fue alcalde de la ciudad de Lviv, en 2007-10 - Ministro de Desarrollo Regional y Construcción. Iniciador y coautor del programa de la UNESCO, Lviv - Historic Center. Desde 2012 Kuybidá fue elegido el líder del Movimiento Popular de Ucrania.